# Kallerstadsleden

Kallerstadsleden är en viktig väg i Linköpings tätortssystem. Den går från Steningeviadukten till Kallerstadsrondellen via Gumpekullarondellen och utgör en del av stadens "Y-ring" (yttre ringled). Vägnumret är 5010.